# 1992 UA3
1992 UA3 är en asteroid i huvudbältet som upptäcktes den 25 oktober 1992 av de båda japanska astronomerna Tsutomu Hioki och Shuji Hayakawa vid Hidaka-observatoriet.
Asteroiden har en diameter på ungefär 7 kilometer